# 塔夸里廷加
塔夸里廷加是巴西圣保罗州的一个市镇。总面积595.84平方公里，总人口55866人，人口密度93.8人/平方公里。